# Azərbaycan Kuboku 1995-1996
La Azərbaycan Kuboku 1995-1996 è stata la 5ª edizione della coppa nazionale azera, disputata tra il settembre 1995 (con gli incontri del primo turno) e il 15 maggio 1996 e conclusa con la vittoria del PFC Neftchi Baku, al suo secondo titolo consecutivo.

## Formula
La competizione si svolse ad eliminazione diretta e parteciparono le squadre delle due divisioni.
Tutti i turni si giocarono con andata e ritorno ad eccezione della finale.

## Ottavi di finale
| Squadra 1           | Totale | Squadra 2           | Andata | Ritorno |
| ------------------- | ------ | ------------------- | ------ | ------- |
| FK Kapaz Gandja     | 10 - 5 | Pambygchi Neftchala | 7 - 1  | 3 - 4   |
| Shirvan Agdam       | 0 - 6  | PFC Neftchi Baku    | 0 - 3  | 0 - 3   |
| Umid Dzhalilabad    | 2 - 10 | FK Shamkir          | 1 - 5  | 1 - 5   |
| Baki Fekhlesi Baku  | 0 - 6  | Arzu Terter         | 0 - 3  | 0 - 3   |
| Turan Tauz          | 6 - 0  | Pambygchi Barda     | 3 - 0  | 3 - 0   |
| Kyur Nur Mingechaur | 1 - 5  | Khazri Buzovna      | 1 - 0  | 0 - 5   |
| FC Sumgait          | 2 - 2  | Plastik Salyany     | 1 - 0  | 1 - 2   |
| Garabag Agdam       | 3 - 0  | Farid Baku          | 2 - 0  | 1 - 0   |

## Quarti di finale
| Squadra 1       | Totale | Squadra 2          | Andata | Ritorno |
| --------------- | ------ | ------------------ | ------ | ------- |
| FK Kapaz Gandja | 1 - 2  | PFC Neftchi Baku   | 1 - 0  | 0 - 2   |
| FK Shamkir      | 0 - 3  | Baki Fekhlesi Baku | 0 - 1  | 0 - 2   |
| Turan Tauz      | 0 - 1  | Khazri Buzovna     | 0 - 0  | 0 - 1   |
| FC Sumgait      | 1 - 3  | Garabag Agdam      | 1 - 3  | 0 - 0   |

## Semifinali
| Squadra 1          | Totale | Squadra 2        | Andata | Ritorno |
| ------------------ | ------ | ---------------- | ------ | ------- |
| Baki Fekhlesi Baku | 1 - 2  | PFC Neftchi Baku | 1 - 0  | 0 - 2   |
| Khazri Buzovna     | 1 - 3  | Garabag Agdam    | 1 - 0  | 0 - 3   |

## Finale
La finale venne disputata il 15 maggio 1996 a Baku.
| Baku 15 maggio 1996                                                        | PFC Neftchi Baku | 3 – 0 | Garabag Agdam | Tofiq Bəhramov adına Respublika Stadionu (8.500 spett.) |
| \| \| \| \| \| Yunis Hüseynov 11’ 81’ Vidadi Rzayev 78’ \| Marcatori \| \| |                  |       |               |                                                         |
|                                                                            |                  |       |               |                                                         |
| Yunis Hüseynov 11’ 81’ Vidadi Rzayev 78’                                   | Marcatori        |       |               |                                                         |